# Skolleden

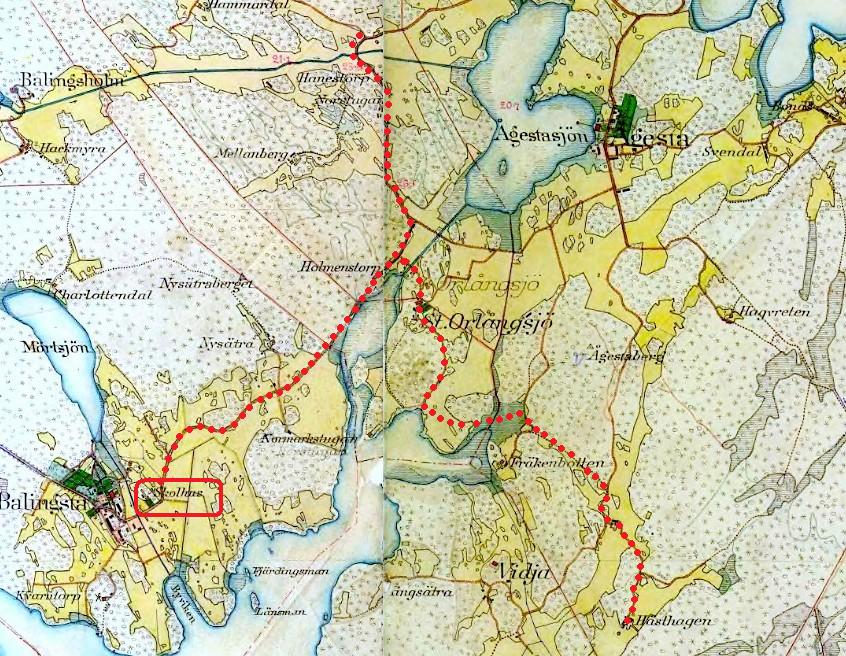
Skolleden och skolhuset på en karta från 1901.

Skolleden är en cirka 7,5 kilometer lång vandringsled i Huddinge kommun, Stockholms län. Leden följer sträckningen av två äldre skolvägar som torparbarn fick gå för att komma till Balingsta skola. Den ena vägen går från båtsmanstorpet Hästhagen i Vidja och den andra från båtsmanstorpet Hanestorp i Orlångsjö. Längs leden finns ett antal kulturhistoriskt intressanta fornlämningar och byggnader. Skolleden ställdes i ordning av Huddinges och Stockholms kommuner och invigdes år 2006. Initiativtagare var en privatperson med anknytning till trakten.

## Skolan

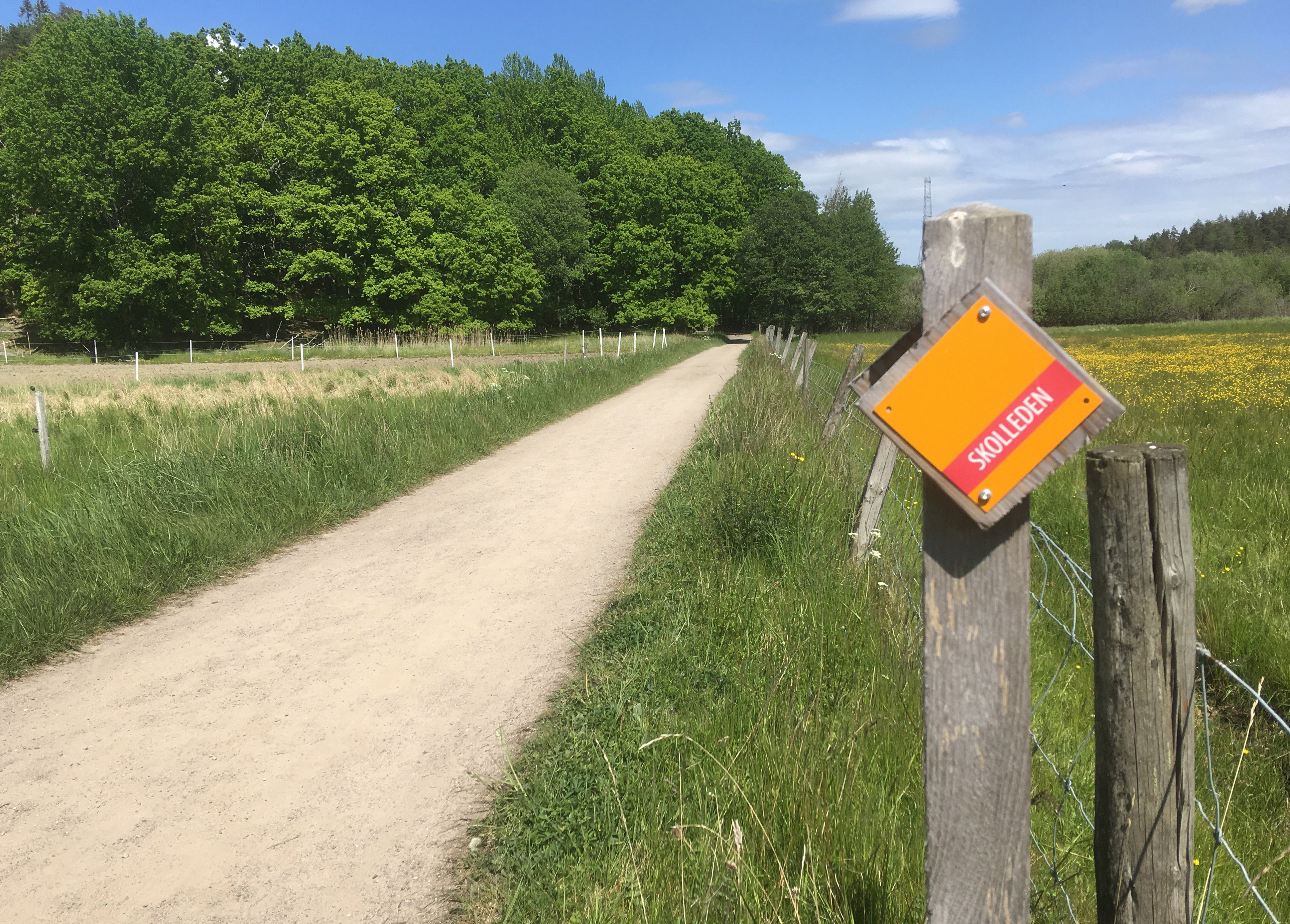
Markeringsskylt, nytt utförande.

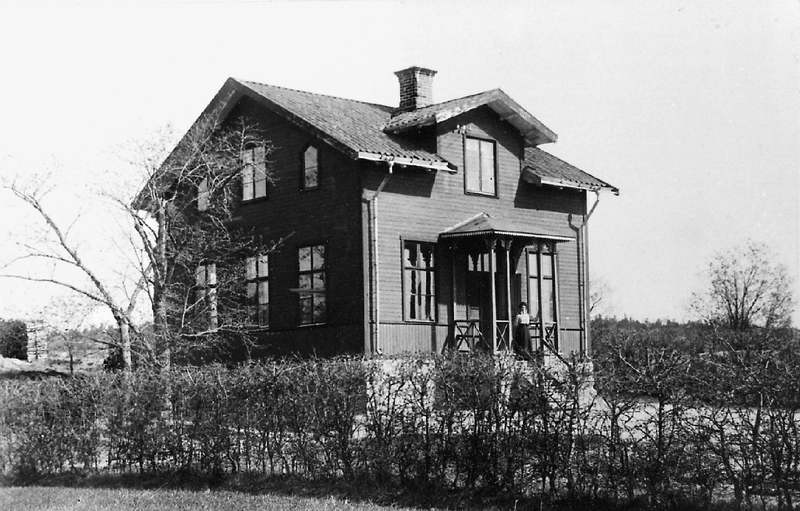
Balingsta gamla skola omkring 1915, skolfröken står på trappan (revs 1920).

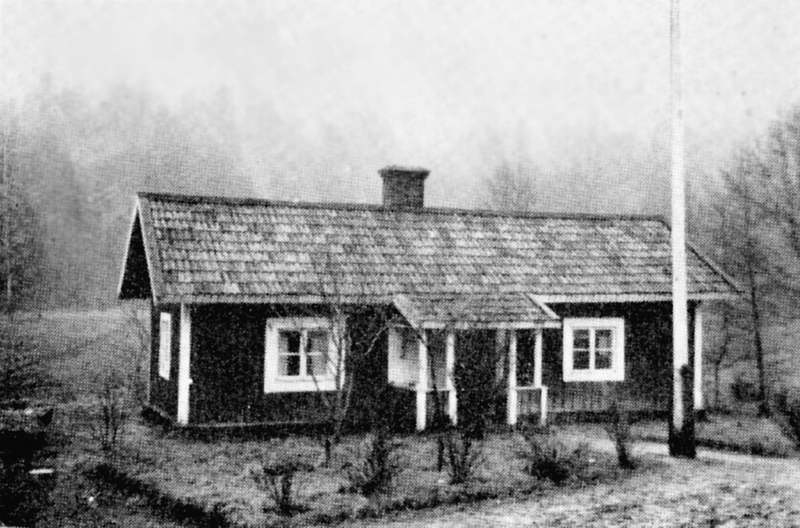
Torpet Hästhagen eldades upp 1958.

I Balingsta bedrevs skolverksamhet från 1840 till 1940. Här har det funnits tre skolbyggnader som ersatt varandra. Skolhuset på fotot var i bruk från 1886 till 1919. Vid sekelskiftet 1900 var det Huddinge sockens största skola med närmare 100 elever på en lärare. Det gamla skolhuset revs 1920 och ersattes av ett nytt, cirka 500 meter längre bort. Huset finns fortfarande kvar men inte som skola utan som privatbostad. På grund av för lågt antal barn lades 1940 all skolverksamhet på Balingsta ner.

## Torpet Hästhagen
Det numera försvunna torpet Hästhagen kallades tidigare Ågesta Wreten eller Ågestavreten och fanns i husförhörslängderna från 1689 som torp under Ågesta gård. Av Ågestas 19 torp var Hästhagen troligen det största med cirka 9 hektar land. På 1800-talet var Hästhagen även ett av fyra båtsmanstorp (nr 103) i Huddinge socken och tillhörde det första Södermanlands båtsmanskompani. Båtsmannen var Lars Larsson-Qvick, son till den dåvarande torparen och dennes hustru Britta Maria Lundmark. 
Det sista torparparet fram till 1940 var Petter och Kerstin Johansson. Deras barn fick gå den långa vägen (nuvarande Skolleden) till sin skola i Balingsta. År 1958 eldades torpet upp eftersom det kom att ligga inom skyddszonen för det närbelägna Ågestaverket, Sveriges första kommersiella kärnkraftverk..

## Skolledens sträckning
Skolledens kulturskyltning iordningställdes år 2006 och initierades av en privatperson som kring 1940 tillbringade en del av sin barndom vid ett småbruk i Vidja. Under 1700- och 1800-talen var hans förfäder småbönder vid torpet Hästhagen i Vidja. Skolbarnen i Vidja fick gå en lång och ringlande väg runt norra vikarna av sjön Orlången. De som bodde nära sjön kunde ro över vattnet eller gå över isen och korta av sin väg väsentlig.
Den södra delen av Skolleden går från vidjatorpen Hästhagen och Fräkenbotten mot norr. I höjd med tidigare Ågestaverkets byggnader korsar man Vidjavägen. Strax norr om Fräkenbotten, som även är namnet på Orlångens nordöstra vik, passerar man Söderån, som var det naturliga och ursprungliga utloppet från Orlången till Ågestasjön. Under första världskriget uppfördes en fördämning av ingenjörstrupper i närheten av Orlången. Efter knappt 400 meter rundar man Borgberget på vars topp fornborgen Ågestaborgen vakade över en vikingatida farled.
Norr om Ågestaborgen ligger gården Stora Orlångsjö med anor från 1500-talet och fornlämningar från yngre järnåldern. Efter ytterligare 200 meters vandring korsar Skolleden Orlångens andra utföde; Orlångsån. Här möter man Skolledens norra gren, som börjar på parkeringsplatsen vid Hanestorp, cirka 1 000 meter åt norr. Det är en mycket gammal sockenväg som förr var kyrk- och postväg mellan Ågesta och centrala Huddinge.
Vägen mot Balingsta skola vänder nu söderut sedan man rundat Orlångens norra vik.  Just i vägskälet fanns Orlångsjö krog från 1689- och fram till 1814 står antecknat som krog. 1795 hette krögaren Petter Engström. Här ligger ytterligare ett båtsmanstorp; Holmenstorp (med nr 104), som från 1716 till 1896 hörde till det första Södermanlands båtsmanskompaniet. Nordväst om vägen reser sig Orlångsberget med ännu en fornborg; Orlångsjös fornborg. 
Utefter vägen passerar man en kallvattenkälla och en väldig sten, som står på högkant. Om denna sten finns skrönor, som att stenen skall vända sig när kyrkklockorna ringer i Huddinge. En annan skröna var att någon blivit ihjälslagen eller att någon ramlat av en häst eller ett ekipage och dött.
Efter en grind går Skolleden över privat mark vid Nysätras ägor. Sydost om vägen fanns ytterligare en krog på 1700-talet; Balingsta krog. Nu är det bara cirka 800 meter kvar till gamla Balingsta skola, där bara några fundamentrester vittnar om att det funnits en byggnad här.

## Bilder

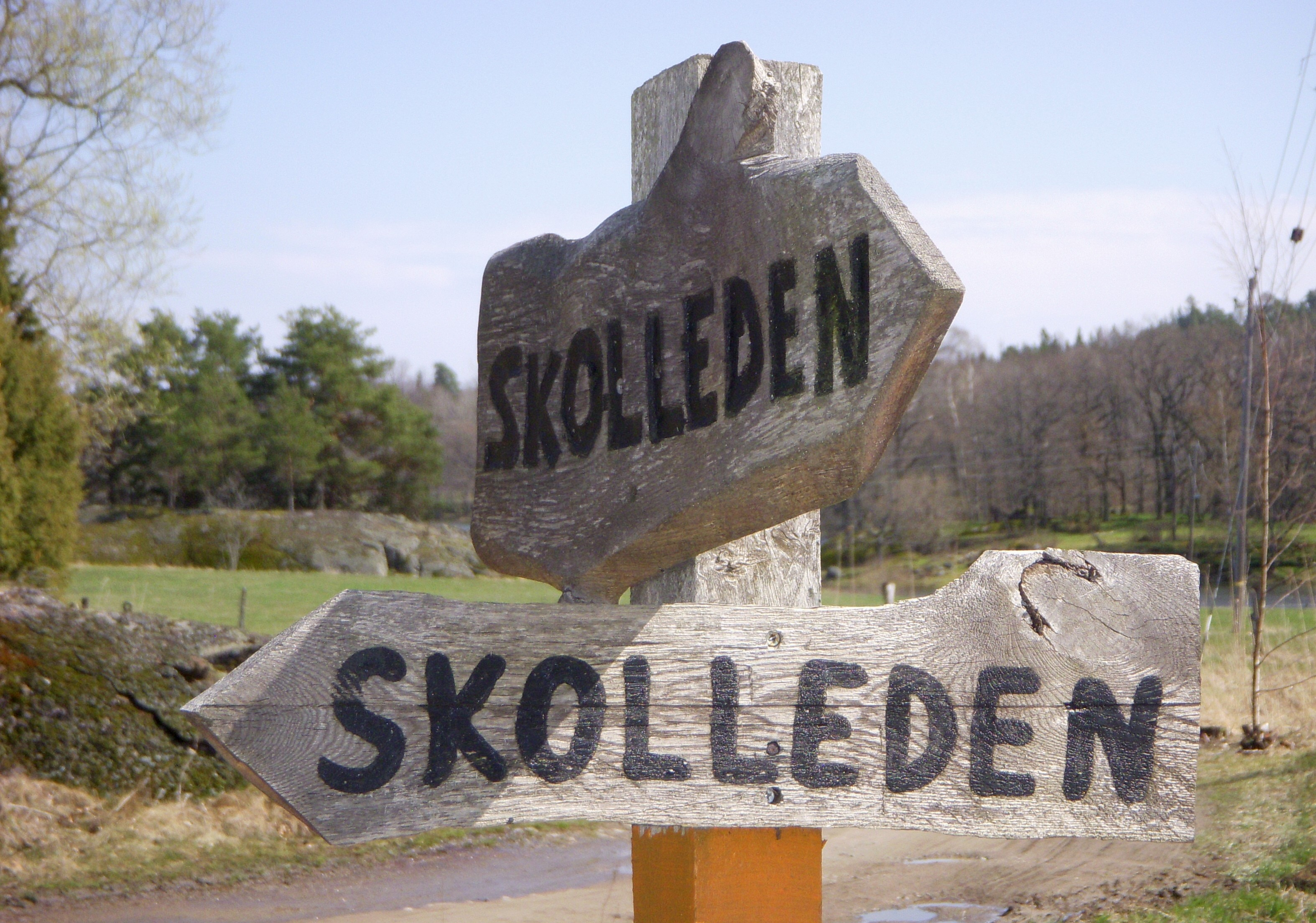
Vägvisare längs leden.
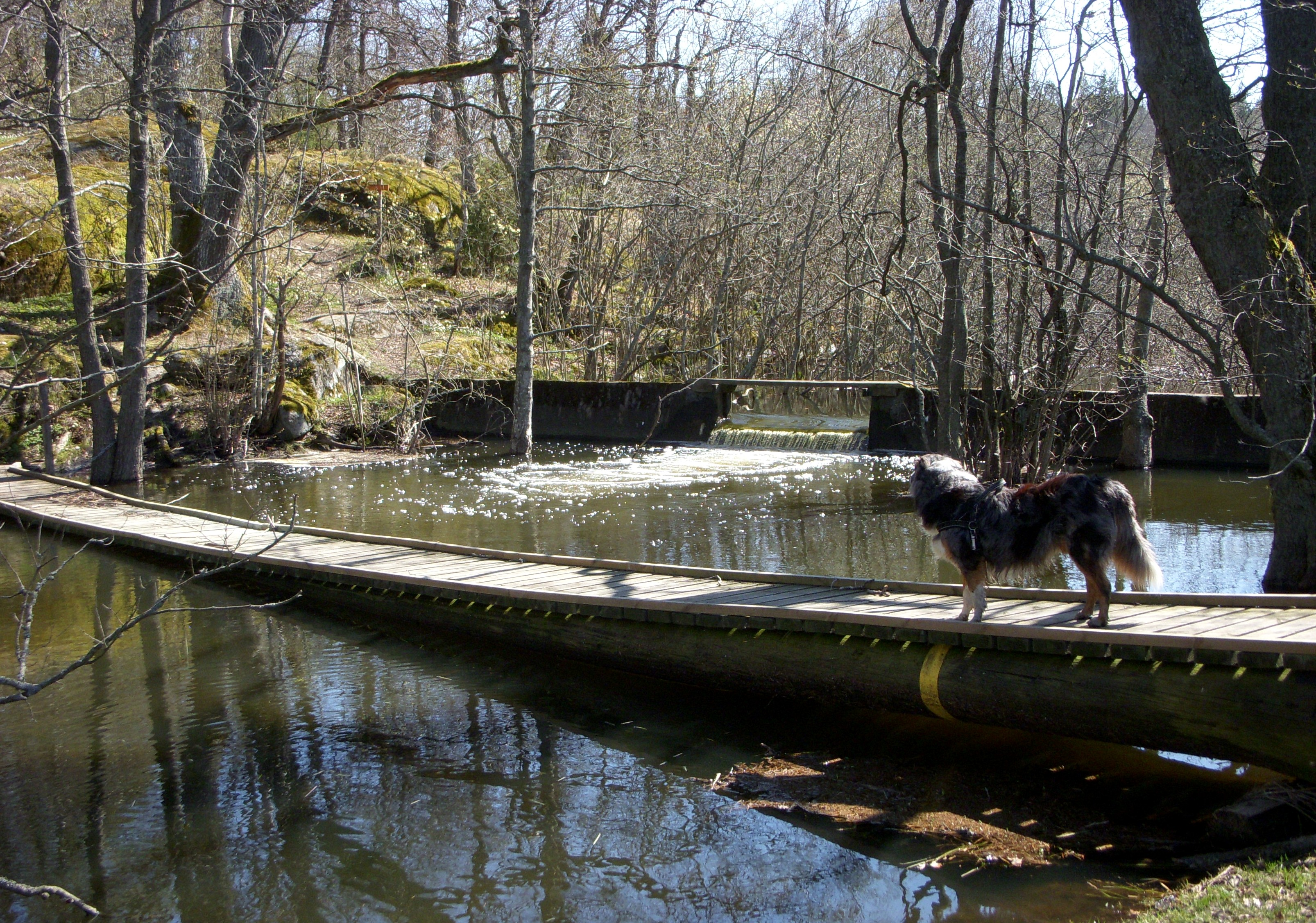
Söderåns fördämning
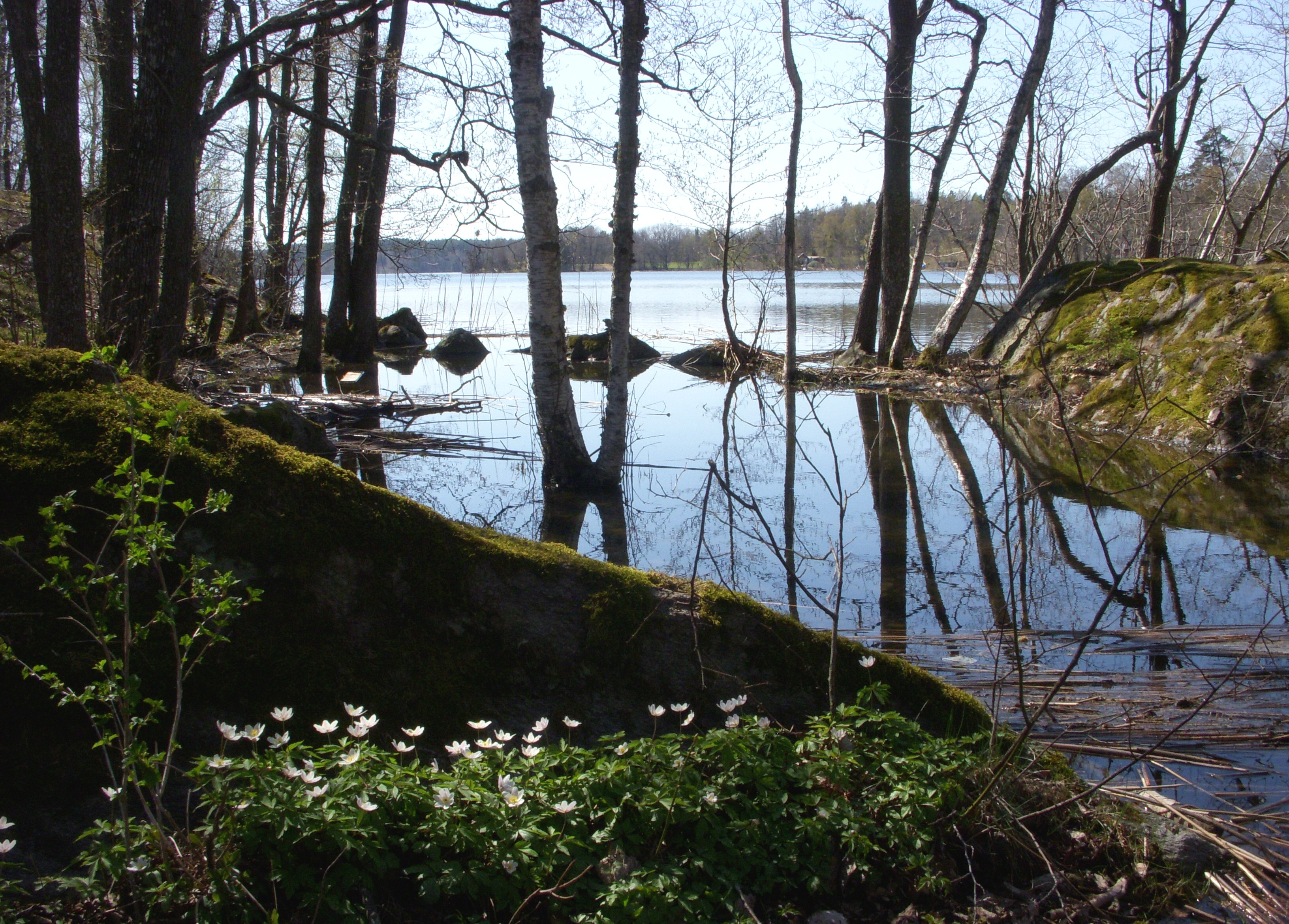
Orlångens Fräkenbotten
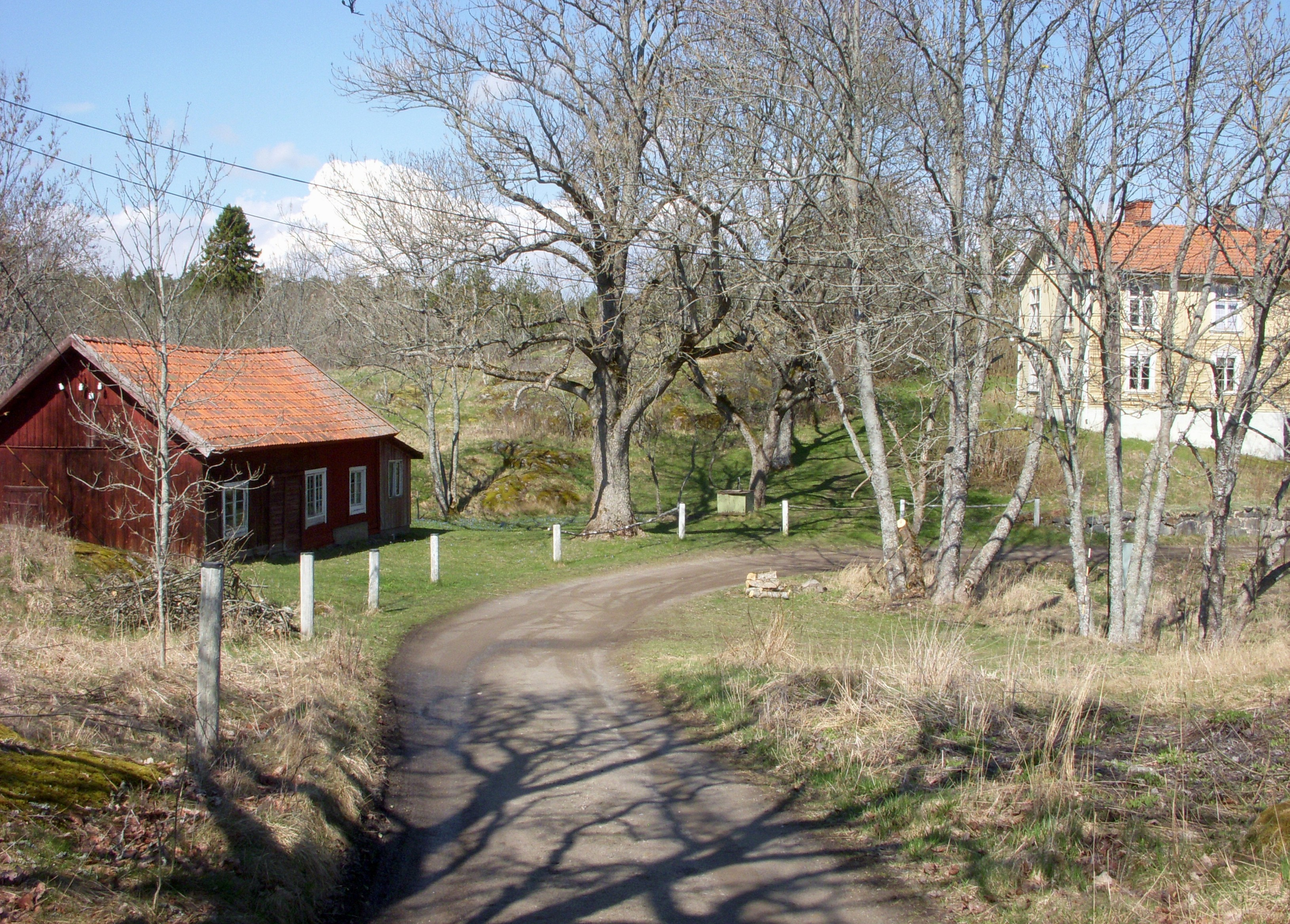
Vägavsnittet vid Stora Orlångsjö
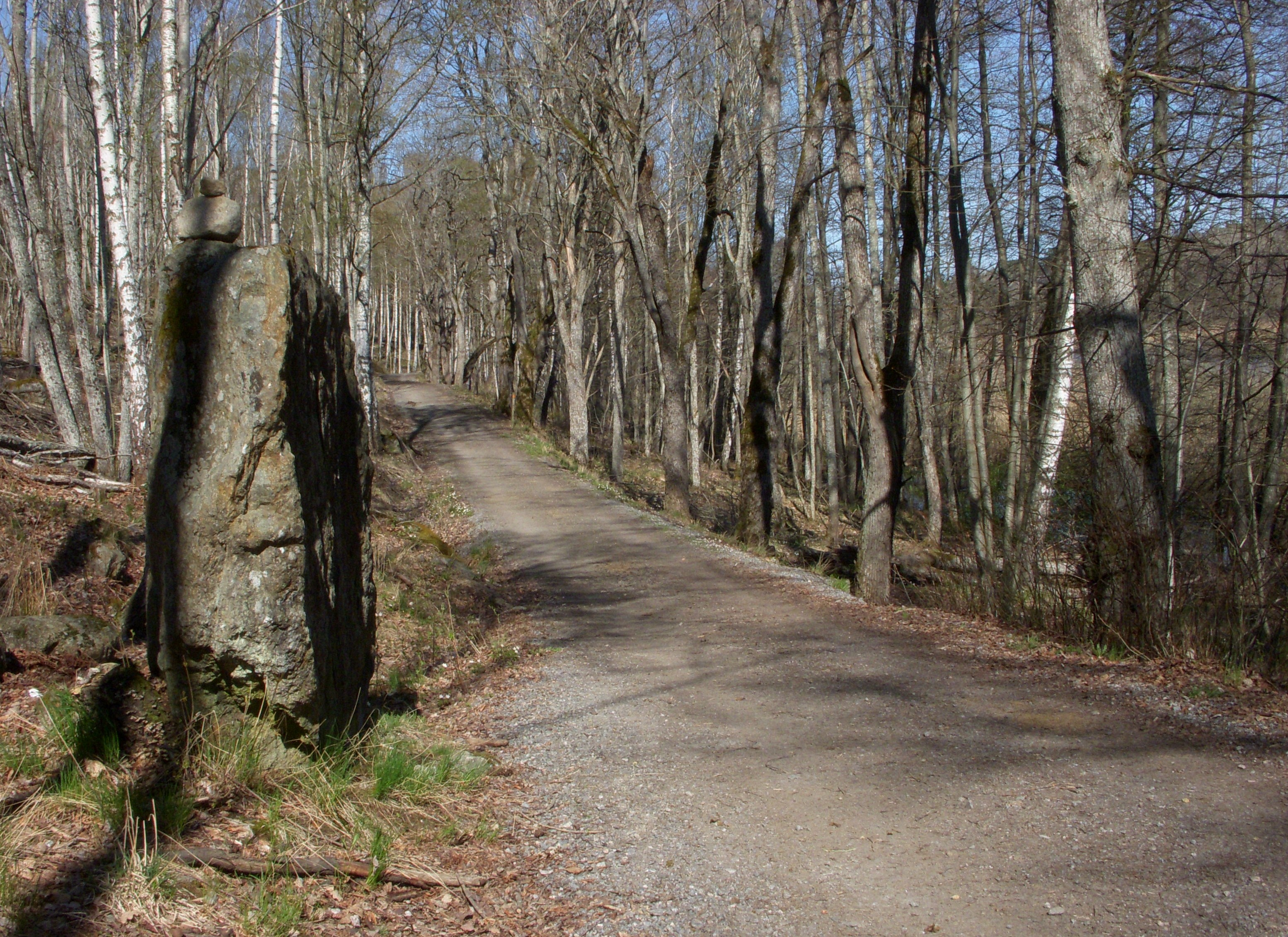
Sten med skrönor

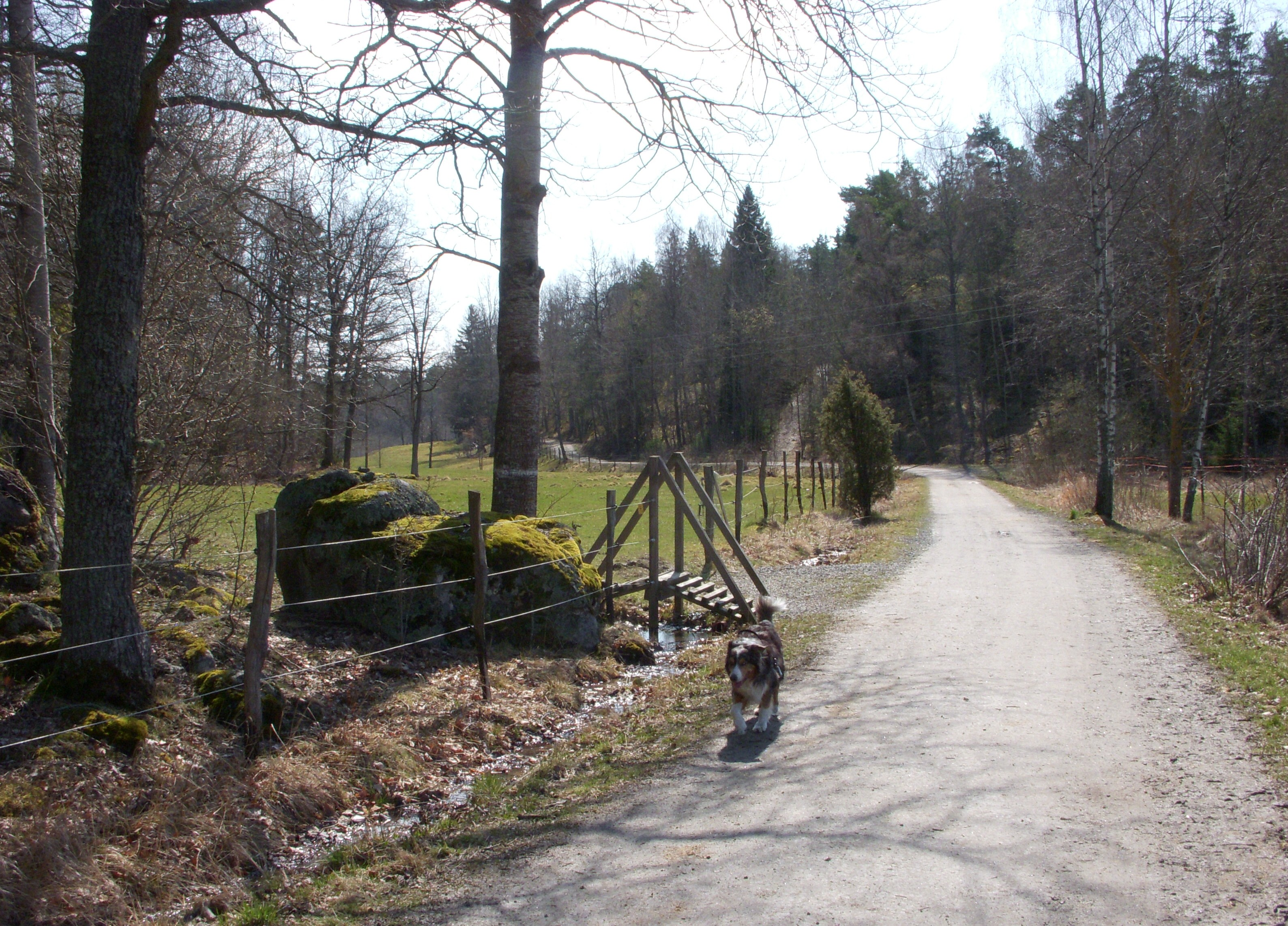
Vägavsnittet söder om Hanestorp
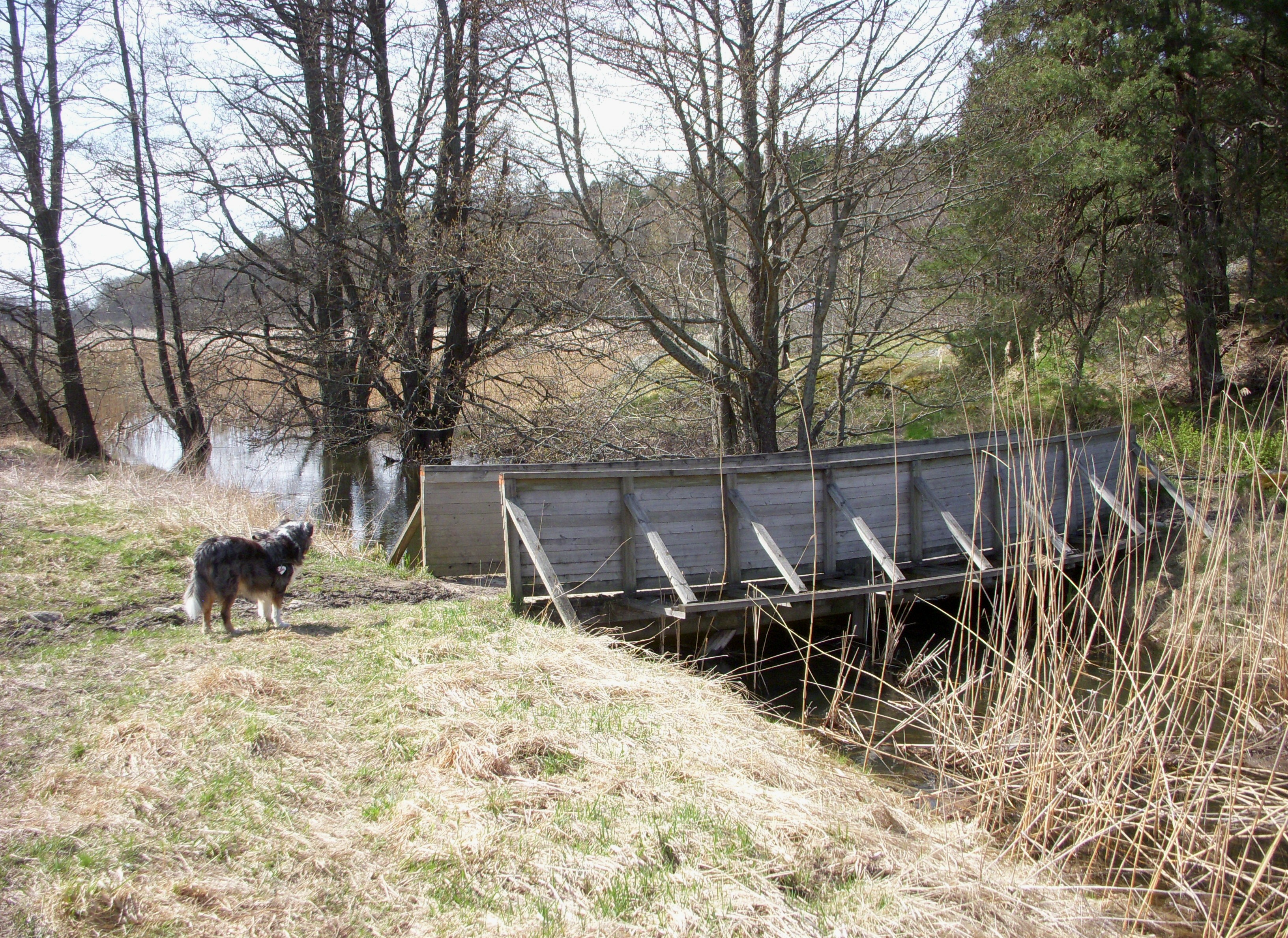
Bron över Orlångsån
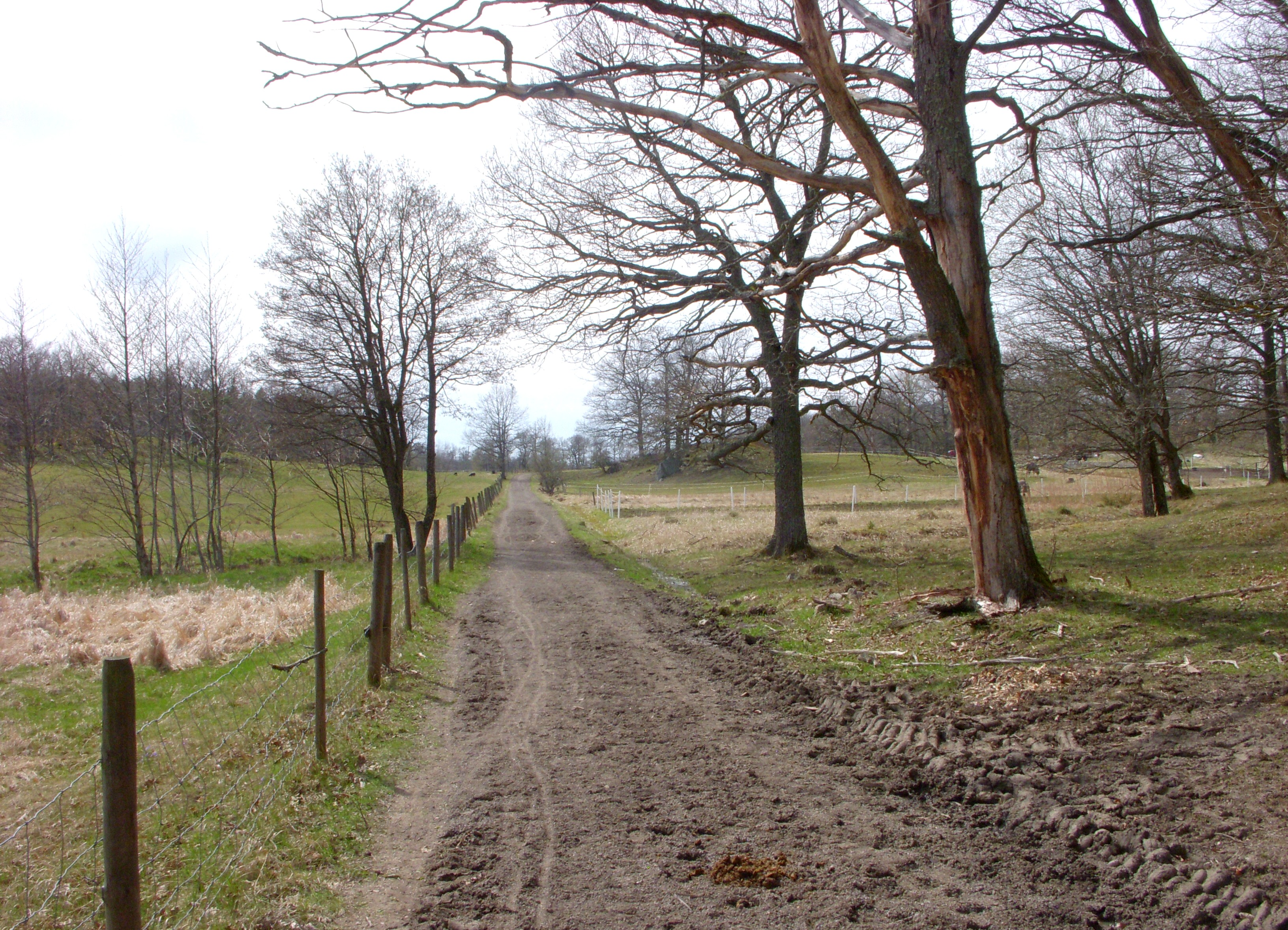
Vägavsnittet förbi Nysätra
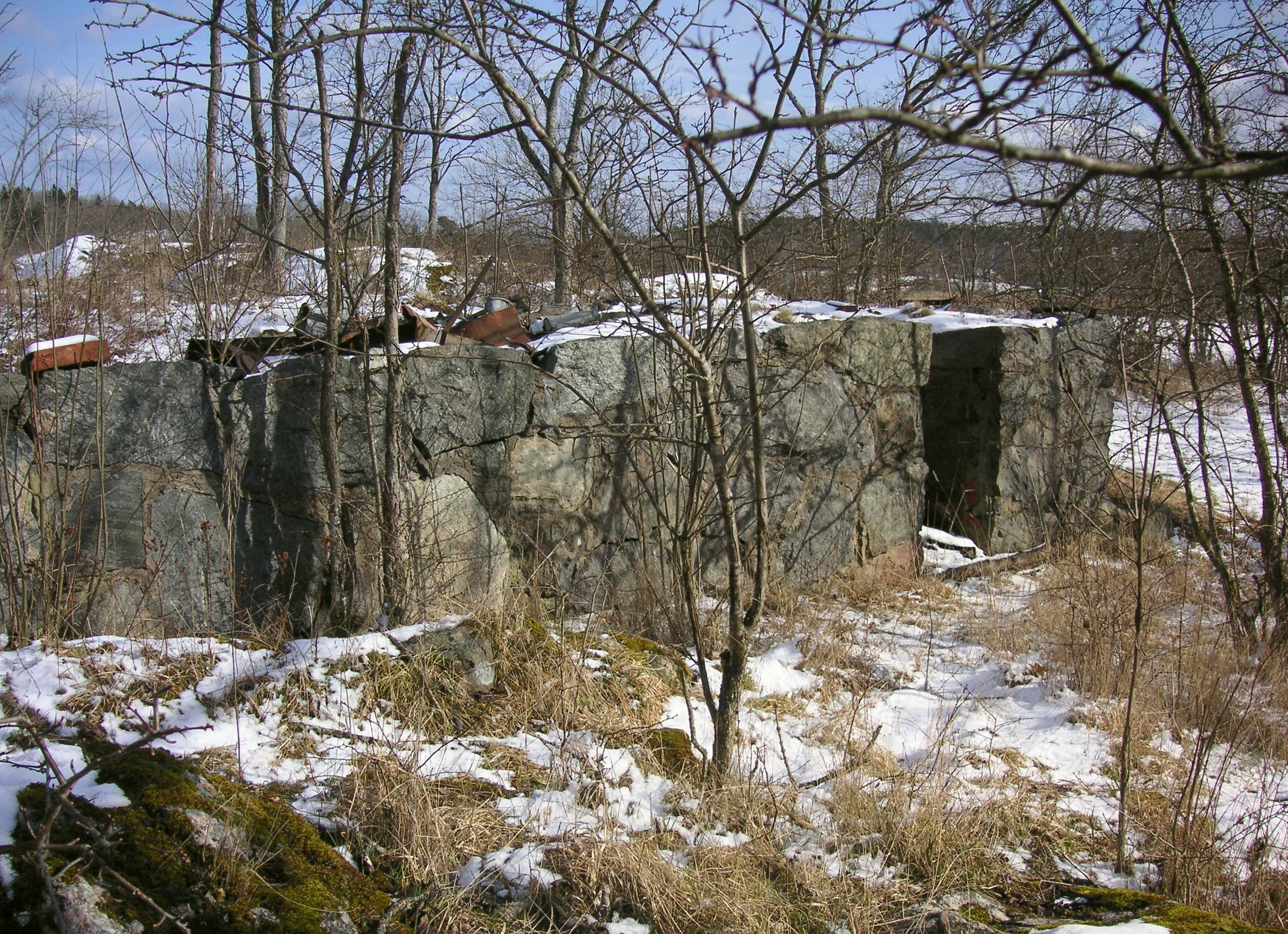
Grunden efter Balingsta gamla skola.
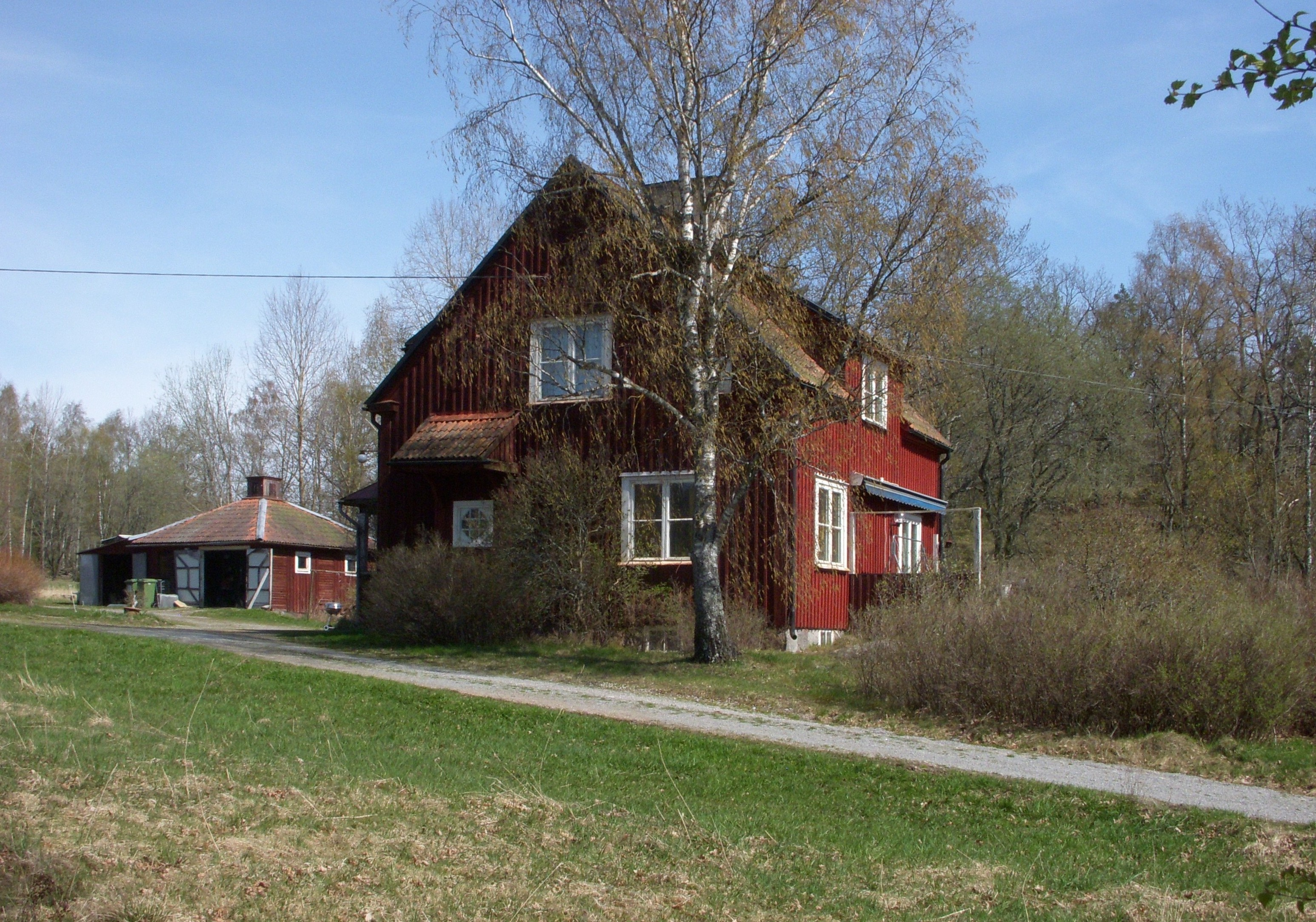
Balingsta nya skola, idag privatvilla